# Педіна-Маре
Педіна-Маре (рум. Pădina Mare) — село у повіті Мехедінць в Румунії. Входить до складу комуни Педіна-Маре.
Село розташоване на відстані 244 км на захід від Бухареста, 35 км на південний схід від Дробета-Турну-Северина, 64 км на захід від Крайови.

## Населення
За даними перепису населення 2002 року у селі проживали 364 особи, усі — румуни. Усі жителі села рідною мовою назвали румунську.